# Gaertnera furcellata
Gaertnera furcellata là một loài thực vật có hoa trong họ Thiến thảo. Loài này được (Baill. ex Vatke) Malcomber & A.P.Davis mô tả khoa học đầu tiên năm 2005.